# Dinastia salica
La dinastia salica, in tedesco Salier, denominabile anche come dinastia dei Salici o dei Salii fu una dinastia che resse il trono del Sacro Romano Impero dal 1024 al 1125. Il nome della dinastia compare solo nel XII secolo, ma i suoi membri si considerarono comunque una dinastia a sé.
I suoi esponenti imperiali furono Corrado II, Enrico III, Enrico IV ed Enrico V. Il periodo storico dominato da questa dinastia fu caratterizzato dal forte scontro con il papato in seguito alla cosiddetta lotta per le investiture.

## Origine del nome
Il casato deve il suo nome alle sue origini nel ducato di Franconia. Il termine salicus, secondo le cronache medievali di Ottone di Frisinga ed Eccheardo d'Aura, avrebbe alluso a Clodoveo I, re dei Franchi Sali e alla legge salica. I grandi del regno franco furono citati come "salieni"; in seguito, il nome divenne limitato ai discendenti di Corrado II il Salico. Essi discendono dalla dinastia dei Guidonidi, per mezzo di Guarniero I, prefetto della marca orientale (Ostlandes) sotto Carlo Magno.

## Salii
- Corrado il Rosso
- Ottone I di Carinzia
- Enrico di Spira
- Bruno, poi divenuto papa Gregorio V
- Corrado I di Carinzia
- Guglielmo, arcivescovo di Strasburgo
- Corrado II di Baviera

## Salii ascesi al trono imperiale
- Corrado II il Salico
- Enrico III il Nero
- Enrico IV di Franconia
- Enrico V di Franconia